# Markmattvävare
Markmattvävare (Tenuiphantes tenebricola) är en spindelart som först beskrevs av Karl Friedrich Wider 1834.  Markmattvävare ingår i släktet Tenuiphantes och familjen täckvävarspindlar. Arten är reproducerande i Sverige. Inga underarter finns listade i Catalogue of Life.